# ロイス・レンスキー
ロイス・レンスキー（Lois Lenski、1893年10月14日 - 1974年9月11日）は、アメリカ合衆国の絵本・児童文学作家、イラストレーター。

## 来歴
1893年、オハイオ州スプリングフィールドでルーテル派牧師、リチャード・C・H・レンスキー（en:Richard C. H. Lenski）の娘として生まれる。リチャードの父、すなわちロイスの祖父はポーランド人、祖母はロシア人の移民であった。
1915年にオハイオ州立大学教育学部を卒業するが、美術教員から絵画の才能を評価されたことを受けて父の反対にもかかわらずアート・スチューデンツ・リーグ・オブ・ニューヨークを経てイギリスへ留学し、ウェストミンスター・スクールを卒業した。1921年にアメリカへ帰国し、画家のアーサー・コービー（en:Arthur Covey）と結婚。2児の母となった後、1927年に"The Skipping Village"（跳んでる村）で絵本作家としてデビューする。1946年に"Strawberry Girl"（いちごつみの少女）でニューベリー賞を受賞した。
1974年、フロリダ州の自宅で死去。満80歳。

## 主な著作
原則として、日本語訳が刊行されているものを挙げる。

### 絵本
スモールさんの絵本
日本語版は渡辺茂男の訳で福音館書店より刊行。
- ちいさいじどうしゃ（The Little Auto 1934）
- ちいさいヨット（The Little Sail Boat 1937）
- ちいさいひこうき（The Little Airplane 1938）
- ちいさいきかんしゃ（The Little Train 1940）
- スモールさんののうじょう（The Little Farm 1942）
- ちいさいしょうぼうじどうしゃ（The Little Fire Engine 1946）
- カウボーイのスモールさん（Cowboy Small 1949）
- スモールさんはおとうさん（Papa Small 1951）
- おまわりさんのスモールさん（Policeman Small 1962）

四季のえほん
日本語版はさくまゆみこの訳であすなろ書房より刊行。
- はるがきた（Spring is Here 1945）
- いまはあき（Now It's Fall 1948）
- ふゆがすき（I Like Winter 1950）
- たのしいなつ（On a Summer Day 1953）

グーズベリーさんのみどりのにわで（Gooseberry Garden 1935）
日本語版はにしまきかやこの文・画でこぐま社より刊行。

### 児童文学
- いちごつみの少女（Strawberry Girl 1945）

日本語版は1965年に市川禎男の訳で講談社・世界少女名作全集に収録。1988年に渡辺南都子(かみやしん 挿絵)の新訳版が「いちごつみの少女 フロリダの白い家」の表題で講談社・青い鳥文庫から刊行された。

### 挿絵
- ささやき貝の秘密（The Twilight of Magic 1930）

ヒュー・ロフティング作。日本語訳は1996年に岩波少年文庫より刊行。